# 奧塞布爾鎮區 (密歇根州艾奧斯科縣)
奧塞布爾鎮區（英語：Au Sable Township）是位於美國密歇根州艾奧斯科縣的一個特設鎮區。

## 地方資料
奧塞布爾鎮區的面積為54.70平方千米，當中陸地面積為53.43平方千米，而水域面積為1.27平方千米。根據2020年美國人口普查的數據，當地共有人口2016人，而人口密度為每平方千米36.86人。